# شاين كيسي
شاين كيسي (بالإنجليزية: Shane Casey)‏ هو لاعب قذف أيرلندي، ولد في 1989 في Dunhill, County Waterford ‏ في جمهورية أيرلندا.